# Ceropegia carnosa
Ceropegia carnosa är en oleanderväxtart som beskrevs av Ernst Meyer. Ceropegia carnosa ingår i släktet Ceropegia och familjen oleanderväxter. Inga underarter finns listade i Catalogue of Life.